# 비도우견비도
비도우견비도 (중국어 간체자: 飞刀又见飞刀, 정체자: 飛刀又見飛刀, 병음: Fēi dāo yòu jiàn fēi dāo 페이다오유젠페이다오[*], 한자음: 비도우견비도, Flying Daggers)는 고룡의 동명소설을 원작으로 한 무협드라마로 소이비도 이심환의 손자 이괴의 이야기를 다루고 있다.

## 원작
고룡의 소설 《비도우견비도(飛刀又見飛刀)》을 원작으로 한다.

## 주요 등장인물
- 설채월/월신(薛彩月/芸娘) - 임심여(林心如)
- 이괴(李壞) - 장지림(張智霖)
- 방가가(方可可) - 동결(董潔)
- 설청벽(薛青碧) - 손흥(孫興)
- 조전(趙傳) - 고흔(高鑫)
- 이만청(李曼青) - 커우전하이(寇振海)
- 냉소성(冷小星) - 한설(韓雪)
- 황제(皇帝) - 이학경(李學慶)

## 제작정보
- 제작인 : 양패패
- 제작 및 촬영 : 상해문황신문전매집단, 구주음상출판공사
- 편수 : 40부작
- 방송 : 대만 CTV (2003년)